# Dilruba
La dilruba è uno strumento musicale originario dell'India nord-occidentale appartenente alla famiglia dei cordofoni.
È simile al sitar, si differenzia perché viene suonato con l'archetto chiamato gaz.
Oltre ad essere suonato nella musica tradizionale indiana è stato utilizzato dai Beatles per il brano Within You Without You, contenuto nell'album Sgt. Pepper's Lonely Hearts Club Band.